# Devilman
Devilman (jap. デビルマン Debiruman) – manga autorstwa Gō Nagaia. Historia koncentruje się na licealiście imieniem Akira Fudo, który z pomocą swojego przyjaciela Ryo Asuki przejmuje moce demona o imieniu Amon, aby walczyć z istotami ukrywającymi się w ludzkim społeczeństwie. W ten sposób przyjmuje miano Devilmana. Seria pierwotnie została zamówiona przez studio Toei Animation jako złagodzona wersja anime wcześniejszej mangi Gō Nagaia, Maō Dante. Jednak Nagai napisał mroczniejszą wersję mangi, aby ostrzec czytelników przed niebezpieczeństwami wojny, co znajduje odzwierciedlenie w coraz bardziej ponurej narracji towarzyszącej kolejnym wyzwaniom Akiry.
39-odcinkowy serial anime Devilman został stworzony przez studio Toei Animation w 1972 roku, podczas gdy Gō Nagai rozpoczął pracę nad mangą zaledwie miesiąc przed premierą anime. Manga była publikowana od czerwca 1972 do czerwca 1973 na łamach magazynu „Shūkan Shōnen Magazine” wydawnictwa Kōdansha, a różni wydawcy wydali ją później w formie tankōbonów. Polski przekład ukazał się nakładem wydawnictwa Kotori. Seria doczekała się licznych OVA, mang, powieści, filmów i sequeli. Devilman i inne postacie z tej serii wielokrotnie pojawiały się gościnnie w innych dziełach Gō Nagaia. Najbardziej znanym przykładem jest film pełnometrażowy Mazinger Z tai Devilman z 1973 roku w reżyserii Tomoharu Katsumaty, w którym Devilman łączy siły z tytułowym robotem Mazinger Z, by walczyć z Dr. Hellem. W 2018 roku powstał remake zatytułowany Devilman Crybaby, wyreżyserowany przez Masaakiego Yuasę, który przedstawia alternatywną, bardziej nowoczesną interpretację mangi.
Manga sprzedała się w 50 milionach egzemplarzy na całym świecie, co czyni ją jedną z najlepiej sprzedających się mang. Pomimo mieszanych opinii na temat atrakcyjności stylu graficznego, krytycy docenili mroczniejsze podejście Nagaia do superbohaterskich motywów, głównie ze względu na brutalność mangi, i polecali ją większości czytelników, którzy nie są wrażliwi na przemoc. Motywy ukazane w serii oraz design Akiry miały wpływ na wiele innych dzieł, takich jak Neon Genesis Evangelion i X.

## Fabuła
Akira Fudo to nieśmiały nastolatek, który mieszka w domu swojej przyjaciółki Miki Makimury, ponieważ jego rodzice pracują za granicą. Pewnego dnia jego przyjaciel z dzieciństwa, Ryo Asuka, wyjawia mu, że Ziemia wkrótce zostanie zaatakowana przez demony – potworne istoty, które przez wieki hibernowały w lodzie i teraz mają się przebudzić. Według Ryo demony żyły na Ziemi jeszcze przed pojawieniem się człowieka i teraz chcą odzyskać nad nią panowanie. Jedynym sposobem na ich pokonanie jest przejęcie mocy demonów, by móc walczyć z nimi na równych warunkach. Ryo wciąga więc Akirę w rytuał zwany czarnym sabatem – wydarzenie, podczas którego wiele demonów planuje połączyć się z ludźmi, by móc zinfiltrować społeczeństwo. Podczas czarnego sabatu Akira łączy się z Amonem – demonicznym wojownikiem, który wśród swoich był zarówno czczony, jak i budził postrach z powodu swojej niezwykłej siły. Jednak zamiast zostać opanowanym przez Amona, Akira dzięki sile swojej czystej duszy zdołał go ujarzmić, stając się Devilmanenm.
Po ucieczce z czarnego sabatu Akira wykorzystuje swoją demoniczną formę, by walczyć z licznymi wrogami ukrywającymi się w społeczeństwie. Jednak zaczyna kwestionować swoje metody po spotkaniu Sirene i Kaima – dwójki demonów, których wzajemna relacja podważa wcześniejsze przekonanie Akiry, że wszystkie demony są niemoralne. Dodatkowo staje naprzeciw okrutnego Jinmena – demona przypominającego żółwia, który na swoim pancerzu nosił wciąż żywe dusze ludzkich ofiar, zmuszając Akirę do ich zniszczenia, by pokonać potwora. Duży oddział demonów, dowodzony przez demonicznego lorda Zennona, dokonuje inwazji na Tokio, ujawniając istnienie demonów całemu światu. Akira dowiaduje się, że inni ludzie również stają się Devilmanami i postanawia nawiązać z nimi kontakt, by stworzyć drużynę poświęconą ochronie ludzkości przed demonami.
Tymczasem Ryo wraca do rezydencji, gdzie informuje Akirę o świecie demonów i znajduje album dotyczący jego życia, w którym jest napisane, że zginął lata temu w wypadku samochodowym. Podczas następującego po tym kryzysu egzystencjalnego Ryo zostaje skonfrontowany z grupą demonów dowodzonych przez demonicę Psycho Jenny, która ujawnia mu prawdę o jego tożsamości. Ryo to tak naprawdę Szatan – upadły anioł, który współczuł demonom i zbuntował się przeciwko Bogu, gdy ten postanowił je zgładzić. W ramach planu Szatana mającego na celu rozpoczęcie wojny totalnej przeciwko ludzkości, Psycho Jenny wymazała mu pamięć i zastąpiła ją wspomnieniami Ryo Asuki, aż do momentu, gdy będzie gotów rozpocząć wojnę. Podczas transmisji telewizyjnej Ryo ujawnia istnienie Devilmanów, nie odróżniając ich jednak od demonów, gdy pokazuje nagranie pierwszej przemiany Akiry. To wywołuje panikę, która prowadzi do tego, że ludzie na całym świecie zaczynają zwracać się przeciwko sobie nawzajem.
Kiedy Akira konfrontuje się z Ryo w poszukiwaniu odpowiedzi i poznaje prawdę o tożsamości swojego dawnego przyjaciela, tłum ludzi zabija Miki i jej rodzinę za powiązania z Akirą. Po śmierci Miki Akira traci wiarę w ludzkość, lecz przysięga zemstę na Szatanie. Gdy Zennon pyta Szatana, dlaczego chciał, aby Akira przetrwał zagładę ludzkości jako Devilman, ten sugeruje, że zrobił to, ponieważ kochał Akirę i chciał go chronić. Mija dwadzieścia lat, a cała ludzkość, poza Devilmanami zwerbowanymi przez Akirę, zostaje zgładzona. Podczas ostatecznej bitwy Devilmani zostają wybici przez demony, a Akira ginie z ręki Szatana. Rozmyślając nad swoimi czynami, Szatan dochodzi do wniosku, że to, co zrobił ludzkości, nie różniło się od tego, co Bóg uczynił demonom. Gdy ogarnia go żal, na Ziemię zstępują anioły Boga.

## Produkcja

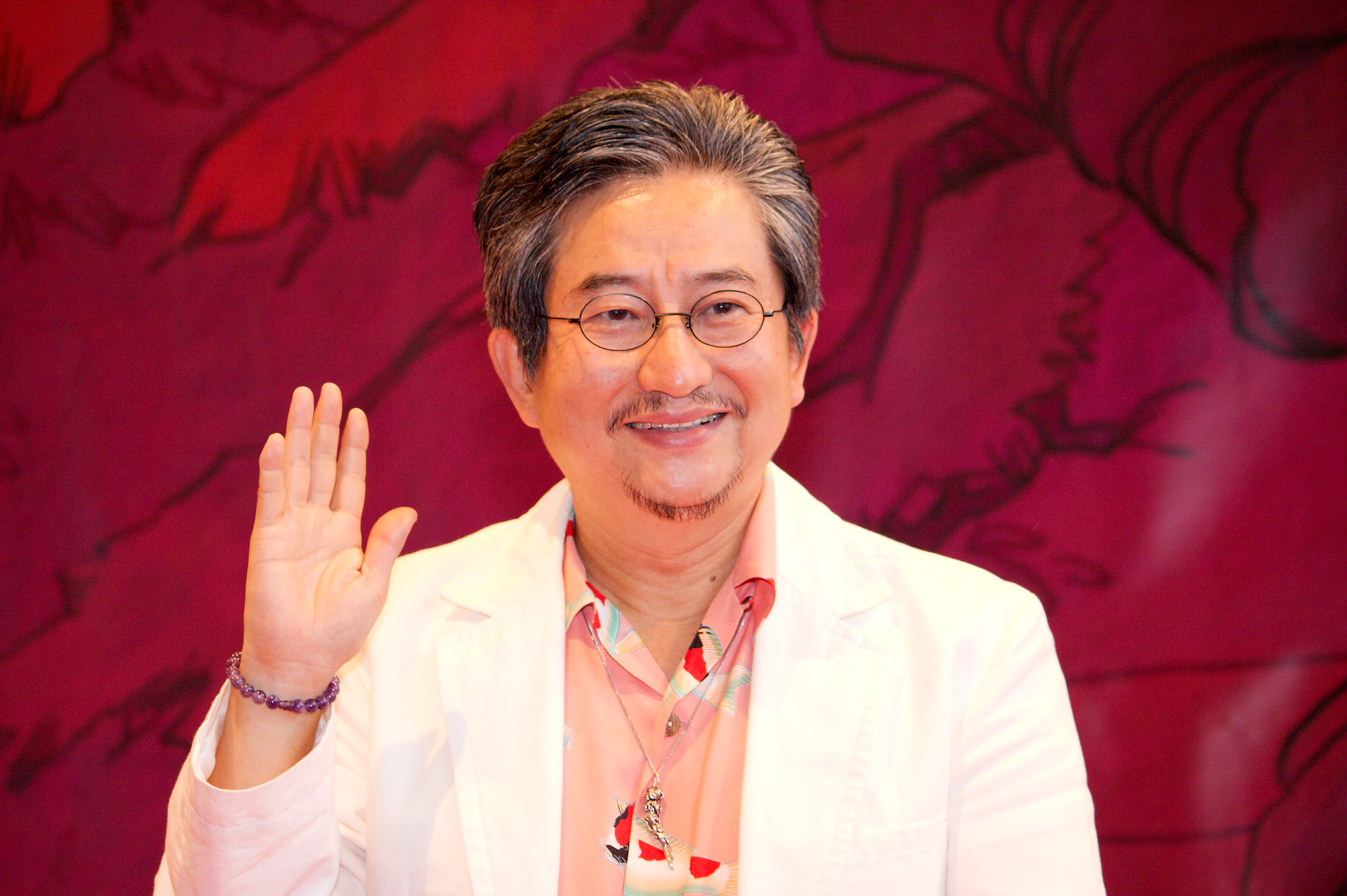
Gō Nagai, twórca Devilmana

Devilman wyewoluował ze wcześniejszej mangi Gō Nagaia, Maō Dante, po tym jak Toei Animation zwróciło się do niego z propozycją stworzenia na jej podstawie telewizyjnego serialu anime. Producenci chcieli jednak, aby pewne elementy zostały złagodzone oraz aby główny bohater był bardziej ludzki, choć nadal antybohaterski. W wyniku tych zmian narodził się Devilman. Strój Devilmana wydaje się być inspirowany jednym z czarnych charakterów z anime Gekkō kamen z 1972 roku. Gō Nagai współtworzył scenariusz tego anime razem ze scenarzystą i pisarzem science fiction, Masakim Tsujim, który napisał scenariusze do 35 z 39 odcinków serialu. Równolegle z emisją serialu telewizyjnego, Devilman był również publikowany w formie mangi w magazynie „Shūkan Shōnen Magazine”, począwszy od 1972 roku. Gō Nagai zaprojektował zaprojektował mangę tak, aby bardziej przypominała horror i była poważniejsza niż jej animowany odpowiednik. Podczas pracy nad mangą Devilman, redaktor Nagaia zasugerował mu, aby stworzył alternatywną wersję fabuły z anime, skierowaną do starszej publiczności.
Nagai zaprojektował Devilmana jako dzieło antywojenne; połączenie ludzi z demonami stanowi analogię do poboru do wojska, a brutalna śmierć Miki symbolizuje koniec pokoju. „W wojnie nie ma sprawiedliwości, w żadnej wojnie” – napisał Nagai – „ani żadnego usprawiedliwienia dla tego, że ludzie zabijają się nawzajem. Devilman niesie ze sobą przestrogę, gdy stawiamy kroki ku świetlanej przyszłości”.
W dalszym zgłębianiu tematyki wojny Nagai stwierdził, że napisał tę mangę, aby ostrzec świat przed możliwością zaistnienia podobnego chaosu w rzeczywistości. Dodał również, że mimo działań Szatana przedstawionych w mandze, nie jest on stereotypowym złoczyńcą – według Nagaia to Bóg bardziej pasowałby do tej roli, ze względu na czyny, jakich dopuścił się wobec demonów na długo przed rozpoczęciem fabuły serii.

## Manga
Manga była pierwotnie publikowana nakładem wydawnictwa Kōdansha od 11 czerwca 1972 do 24 czerwca 1973 w tygodniku „Shūkan Shōnen Magazine”. Seria wielokrotnie ukazywała się w formacie tankōbon, głównie nakładem tego samego wydawnictwa. Od edycji z 1987 roku większość wydań Kōdanshy zawiera również Shin Devilman – historię, która pierwotnie nie była planowana jako część kanonu oryginalnej serii, ale została do niej włączona w kolejnych tomach.
W Polsce manga została opublikowana w 2 tomach zbiorczych nakładem wydawnictwa Kotori.

### Spin-offy
Shin Devilman (jap. 新デビルマン Shin Debiruman) był publikowany nieregularnie na łamach magazynu „Shōnen Magazine Special” wydawnictwa Kōdansha od 25 maja 1979 do 8 maja 1981. Wszystkie rozdziały zostały narysowane przez Gō Nagaia, jednak pierwszy z nich został napisany we współpracy z Masakim Tsujim, natomiast scenariusz do dwóch kolejnych rozdziałów stworzył Hiroshi Koenji. Resztę rozdziałów napisał już sam Nagai.
Spin-off, zatytułowany Amon: Devilman mokushiroku, był publikowany w magazynie „Gekkan Magazine Z” wydawnictwa Kōdansha w latach 1999–2004. Jego rozdziały zostały skompilowane do 6 tankōbonów.
Devilman Grimoire ukazywał się na łamach magazynu „Champion Red” wydawnictwa Akita Shoten od 19 marca 2012 do 19 grudnia 2013. Całość liczy łącznie 5 tomów.
Manga, Devilman tai yami no teiō, była wydawana w magazynie „Gekkan Young Magazine” wydawnictwa Kōdansha od 14 listopada 2012 do 9 lipca 2014. Całość zebrano w 3 tomach.
Gō Nagai publikował mangę Devilman Saga w magazynie „Big Comic” wydawnictwa Shōgakukan od 25 grudnia 2014 do 10 marca 2020. Jej rozdziały zostały zebrane w 13 tankōbonach, które wydawano od 30 czerwca 2015 do 29 maja 2020.
Manga napisana i zilustrowana przez Fujihiko Hosono, zatytułowana Devilman gaiden: Ningen senki, była publikowana w magazynie „Gekkan Young Magazine” wydawnictwa Kōdansha od 23 stycznia 2023 do 20 czerwca tego samego roku.

## Anime
39-odcinkowy telewizyjny serial anime został wyprodukowany przez studio Toei Animation i był emitowany od 8 lipca 1972 do 7 kwietnia 1973 w stacji NET (obecnie TV Asahi).
OVA, zatytułowana Devilman: Tanjō-hen (jap. デビルマン 誕生編), została wydana 1 listopada 1987 przez King Records. Jej kontynuacja, Devilman: Yōchō Sirene-hen (jap. デビルマン 妖鳥シレーヌ編), ukazała się 25 lutego 1990 nakładem wydawnictwa Bandai Visual.
W 2000 roku premierę miała 45-minutowa OVA zatytułowana Amon: Devilman mokushiroku. Początkowo została wydana w Japonii jako wydarzenie pay-per-view, a następnie trafiła na kasety VHS i płyty DVD. Produkcja oparta jest na mandze o tym samym tytule i obejmuje okres pomiędzy momentem, gdy ludzkość dowiaduje się o istnieniu demonów, a półfinałową walką między Devilmanem a Amonem, który zostaje uwolniony po tym, jak Akira popada w rozpacz po śmierci Miki. W ostatniej walce Amon zostaje pokonany i ponownie łączy się z Akirą, lecz zamiast stanąć do ostatecznego starcia z Szatanem, Akira odrzuca jego wyzwanie i odchodzi w ruiny Tokio.
W 2015 roku ukazała się 3-odcinkowa OVA Cyborg 009 VS Devilman. Produkcja stanowi crossover pomiędzy seriami Devilman a Cyborg 009 autorstwa Shōtarō Ishinomoriego – tytułowi bohaterowie początkowo są rywalami, lecz z czasem łączą siły, by wspólnie stawić czoła wspólnemu zagrożeniu.
10-odcinkowa seria ONA, zatytułowana Devilman Crybaby, wyprodukowana przez studio Science Saru i wyreżyserowana przez Masaakiego Yuasę, miała premierę na całym świecie 5 stycznia 2018, wyłącznie na platformie Netflix.

## Film live action
9 października 2004 w Japonii premierę miał aktorski film tokusatsu w reżyserii Hiroyukiego Nasu. W głównych rolach wystąpili Hisato Izaki jako Devilman, Yūsuke Izaki jako Ryo Asuka oraz Ayana Sakai jako Miki Makimura. W obsadzie znalazła się również AV idolka, Maria Yumeno. Film został skrytykowany za słabe efekty specjalne oraz obsadzenie popularnych celebrytów bez wcześniejszego doświadczenia aktorskiego.

## Odbiór
Do marca 2017 manga rozeszła się w nakładzie ponad 50 milionów egzemplarzy.